# The Colbys
The Colbys (eerst getiteld Dynasty II: The Colbys) was een Amerikaanse soapserie die in primetime werd uitgezonden van november 1985 tot maart 1987. De serie was een spin-off van het meer succesvolle Dynasty. De serie had een ontzettend groot budget voor zijn tijd en had een indrukwekkende cast met bekende namen.

## Verhaal
Fallon Carrington Colby en Jeff Colby waren personages uit Dynasty. De serie speelt zich af in Californië in plaats van in Denver. De familie Colby wordt uitgebreid en de serie draait rond een driehoeksverhouding tussen Fallon, Jeff en zijn neef Miles Colby.
In de serie Dynasty werd, na jaren, contact opgenomen door Jason Colby (Charlton Heston), de broer van de overleden Cecil Colby. Hij wilde met Blake Carrington een samenwerkingsverband aangaan. Samen met zijn familie kwam hij daarvoor bij de familie Carrington op bezoek. De familie bestond uit Jasons oudere zuster Constance Colby Patterson (Barbara Stanwyck), Jasons echtgenote Sable Colby (Stephanie Beacham), hun kinderen Miles Colby (Maxwell Caulfield), Monica Colby (Tracy Scoggins) en Bliss Colby (Claire Yarlett). Tijdens het feest kwam Miles opdagen met zijn nieuwe vriendin Randall Adams, die in werkelijkheid de verloren gewaande ex-vrouw (en tevens grote liefde) van zijn neef Jeff Colby bleek te zijn. Fallon leed aan geheugenverlies, maar kreeg bij het zien van het grote huis een paniekaanval en reed met Miles weg. Vanuit zijn slaapkamerraam zag Jeff het tweetal wegrijden. Wetende dat zijn ex nog leefde en in het gezelschap verkeerde van zijn neef Miles, nam Jeff het besluit Denver (en dus Dynasty) te verlaten en te verhuizen naar zijn familie in Californië, in de hoop Fallon voor zich terug te kunnen winnen.
De serie begon dan ook bij de terugkeer van de familie Colby van het feest in Denver. Nieuwe personages waren o.a. Katharine Ross als Francesca Colby, de moeder van Jeff, die, nadat ze weduwe werd van Jasons broer Philip haar zoon aan zwager Cecil moest afstaan, en Zach Powers (Ricardo Montalban), aartsvijand van Jason Colby.

## Kritiek
Hoewel de serie erg gehyped werd en in 1986 de People's Choice Award won voor nieuwe dramaserie was de serie een fiasco in de kijkcijferslijst. In het eerste seizoen was de hoogste notering de 43ste plaats en in het tweede seizoen de 62ste. De serie werd een te grote kopie van Dynasty genoemd en na twee seizoenen afgevoerd.
Na het stopzetten van de serie maakten John James en Emma Samms als Jeff en Fallon meteen hun rentree in Dynasty en enkele andere Colbys-personages - Stephanie Beacham als Sable en Tracy Scoggins als haar dochter Monica - verschenen ook in het laatste seizoen van Dynasty.
Maxwell Caulfield keerde als Miles Colby terug in Dynasty: The Reunion.